# Unoka (település)
Unoka (románul Onuca) falu Romániában Maros megyében.

## Fekvése
Szászrégentől 11 km-re délnyugatra a Sár-patak bal oldali mellékvölgyében fekszik.

## Története
1268-ban Vanokatelke néven említik először. Református temploma a 15. század közepén épült, 1933-ban átépítették.
1910-ben 263, többségben magyar lakosa volt, jelentős román kisebbséggel. A trianoni békeszerződésig Maros-Torda vármegye Régeni alsó járásához tartozott. 1992-ben 102 lakosából 68 magyar, 34 román volt.

## Népessége
2002-ben a településnek 71 lakosa volt, ebből 55 magyar és 16 román. 2011-re elnéptelenedett.

## Vallások
A falu lakói közül 55-en református, 16-an ortodox hitűek és 1 fő római katolikus.